# Гумилития
Гумилития (лат.  Humilitas, итал. Umiltà, 1226, Фаэнца, Равенна — 22 мая 1310, Флоренция) — святая Римско-Католической Церкви, монахиня, основательница женских монастырей ордена валломброзианов, покровительница города Фаенца.

## Биография
Гумилития, урожденная Розанна Негузанти, родилась в 1226 году в благородной семье из Фаенцы. В возрасте 15 лет вышла замуж. В замужестве родила двоих детей, которые умерли во младенчестве. После смерти мужа в 1256 году Розанна поступила в монастырь каноссианок, находившийся около Фаенцы и приняла обет смирения. Позже она пришла в монастырь валломброзианов в Фаенце, где в течение двенадцати лет жила в келье отшельницей. По просьбе настоятеля монастыря она основала женский монастырь недалеко от Фаенцы. В 1282 году ею был основан второй женский монастырь во Флоренции, в котором она умерла в 1310 году. После своей смерти она оставила ряд мистических произведений.

## Прославление
Гумилития была канонизирована 27 января 1720 года Римским папой Климентом XI . Мощи святой Гумилитии хранятся в монастыре Санто-Спирито недалеко от Флоренции.
День памяти в Католической Церкви — 22 мая.

## Источник
- Roberto Olivato, Sacrari, santi patroni e preghiere militari, Edizioni Messaggero, 2009, стр. 312
- F. Agnoli, M. Luscia, A. Pertosa, Santi & rivoluzionari, SugarCo, 2008, стр. 184